# Sokolîne (Severînivka), Sumî
Sokolîne (în ucraineană Соколине) este un sat în comuna Severînivka din raionul Sumî, regiunea Sumî, Ucraina.

## Demografie
Componența lingvistică a localității Sokolîne
     Ucraineană (100%)
Conform recensământului din 2001, toată populația localității Sokolîne era vorbitoare de ucraineană (100%).